# Michel de Tarnowsky
Pour les articles homonymes, voir Tarnowski.
Michel de Tarnowsky, né à Nice le 20 avril 1870, et mort dans la même ville en mai 1946, est un sculpteur français.

## Biographie
Michel de Tarnowsky est le fils de Wasilievitch Tarnowsky, médecin russe immigré en Allemagne vers 1845 puis en France. Ce dernier se fixe à Nice où il épouse en 1869 une jeune artiste peintre américaine, Juliana Oakley, dont le père était d'origine polonaise. Michel de Tarnowsky est l'aîné des cinq enfants du couple. La famille passe l'été dans le Haut Pays niçois dans la propriété familiale des Durandy, à Guillaumes : après 1912, Tarnowsky sculptera le buste de Joseph Durandy qui sera placé devant la plaque commémorative de la maison de la famille Durandy à Guillaumes.
Après la mort de son père en 1886, Tarnowsky s'oriente vers la médecine ainsi que le fera plus tard son frère George. Il contracte une fièvre typhoïde qui l'oblige à arrêter ses études. Il entre alors à l'école des arts décoratifs de Nice où son goût pour la sculpture s'affirme très vite. Sa mère, consciente des difficultés de vivre d'un métier artistique, tente de décourager son fils de poursuivre dans cette voie ; mais le jeune artiste ayant offert une de ses œuvres à sa mère, cette dernière ne s'oppose plus à la vocation artistique de son fils.
Il se marie à Moyencourt (Somme) le 14 septembre 1896 avec Mlle Marie Alice de Launay.
Michel de Tarnowsky se rend à Paris où il fréquente l'atelier de Jules Dalou puis d'Alexandre Falguière. Il expose régulièrement au Salon des artistes français de 1894 à 1902. Il obtient une médaille vermeille en 1899. Par ailleurs il obtient une mention honorable à l'Exposition universelle de 1900. Au tout début du XXe siècle, Michel de Tarnowsky est professeur de sculpture au New York University Institute of Fine Arts. Il réalise divers bustes pour des particuliers et expose en 1903 à New York au Madison Square Garden. Il rentre en France vers 1910. Il exécute des sculptures pour le fronton de la préfecture des Alpes-Maritimes à Nice, puis signe le 23 mars 1912 un contrat pour la décoration de la façade de l'hôtel Negresco de Nice.
Pendant la Première Guerre mondiale, il est officier interprète attaché aux armées britanniques : il obtient la Military cross et la Légion d'honneur. Dès la fin de la guerre, il réalise diverses sculptures pour des monuments aux morts des communes de Nice (Cimiez), Moirans, Cannes, Saint-Marcellin (Isère) et Sainte-Menehould. Ce dernier monument représente un poilu en sentinelle avec un chien, symbole de la fidélité, à aes pieds.
Vers 1939, il cesse toute activité par suite d'une brutale cécité et meurt en 1946.

## Œuvres dans les collections publiques
- Amiens, musée de Picardie : Buste d'enfant.
- Nice :
  - musée des beaux-arts :
    - Les deux Amis, 1901, plâtre teinté ;
    - Surprise, 1910, marbre ;
    - Marie Bashkirtseff, 1914, plâtre, projet pour un monument.

  - jardin Alsace-Lorraine : Monument à Paul Déroulède, 1920, pierre. Monument offert à la ville de Nice par la Ligue des Patriotes, organisation patriotique d'extrême droite dont Paul Déroulède fut un des membres fondateurs[9].
- Rueil-Malmaison, Château de Malmaison : Buste bronze de Gaston Gérardot de Sermoise[10].

## Galerie

Œuvres de Michel de Tarnowsky
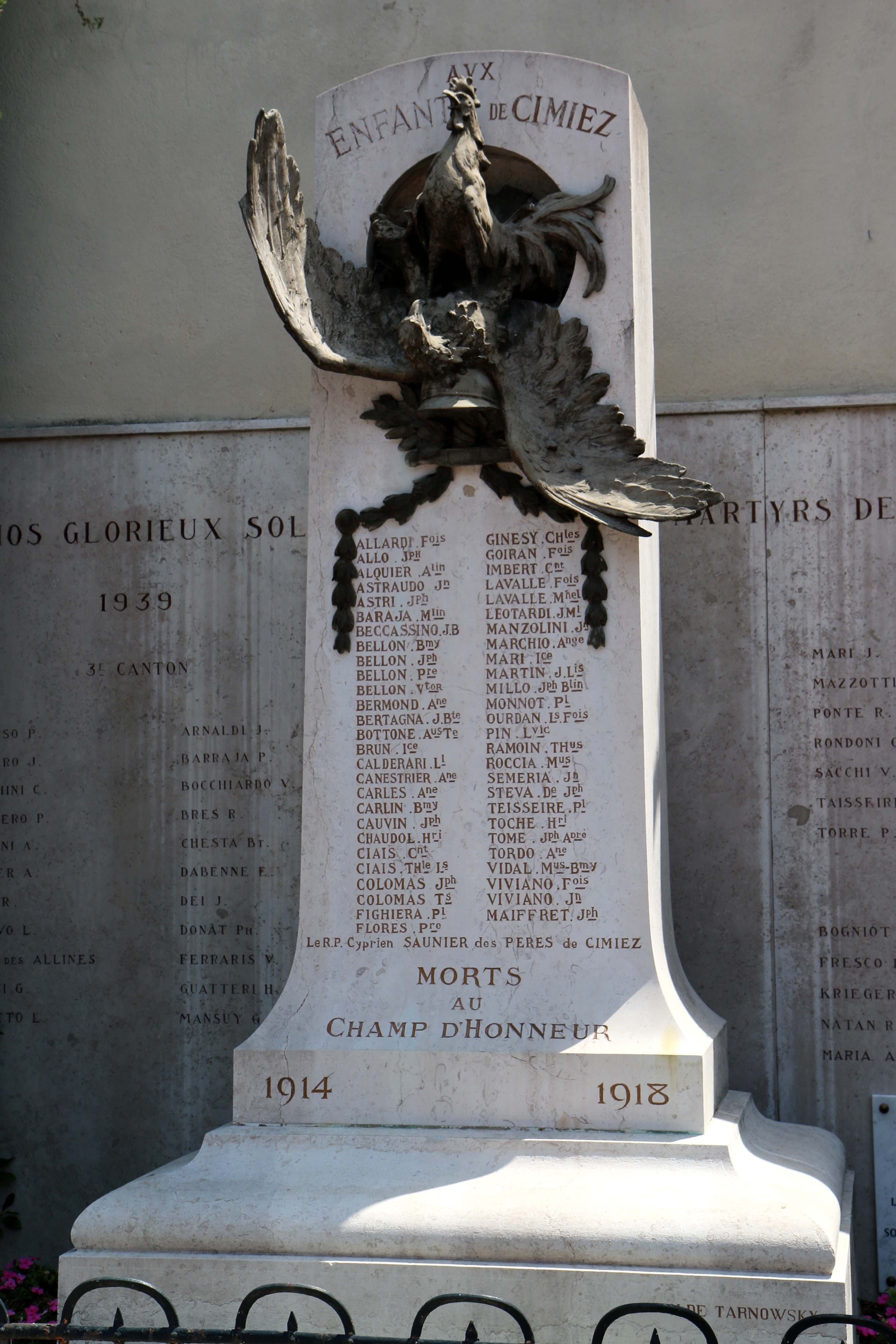
Monument aux morts de Cimiez.
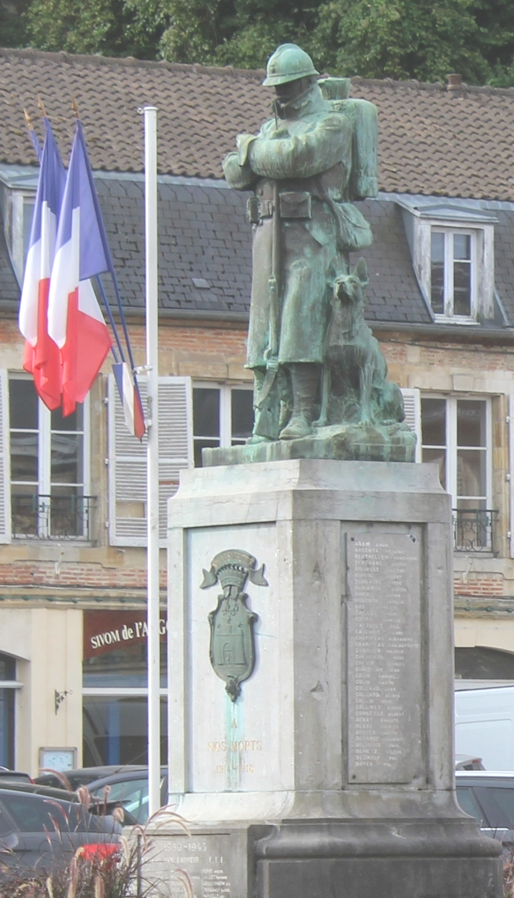
Monument aux morts de Sainte-Menehould.
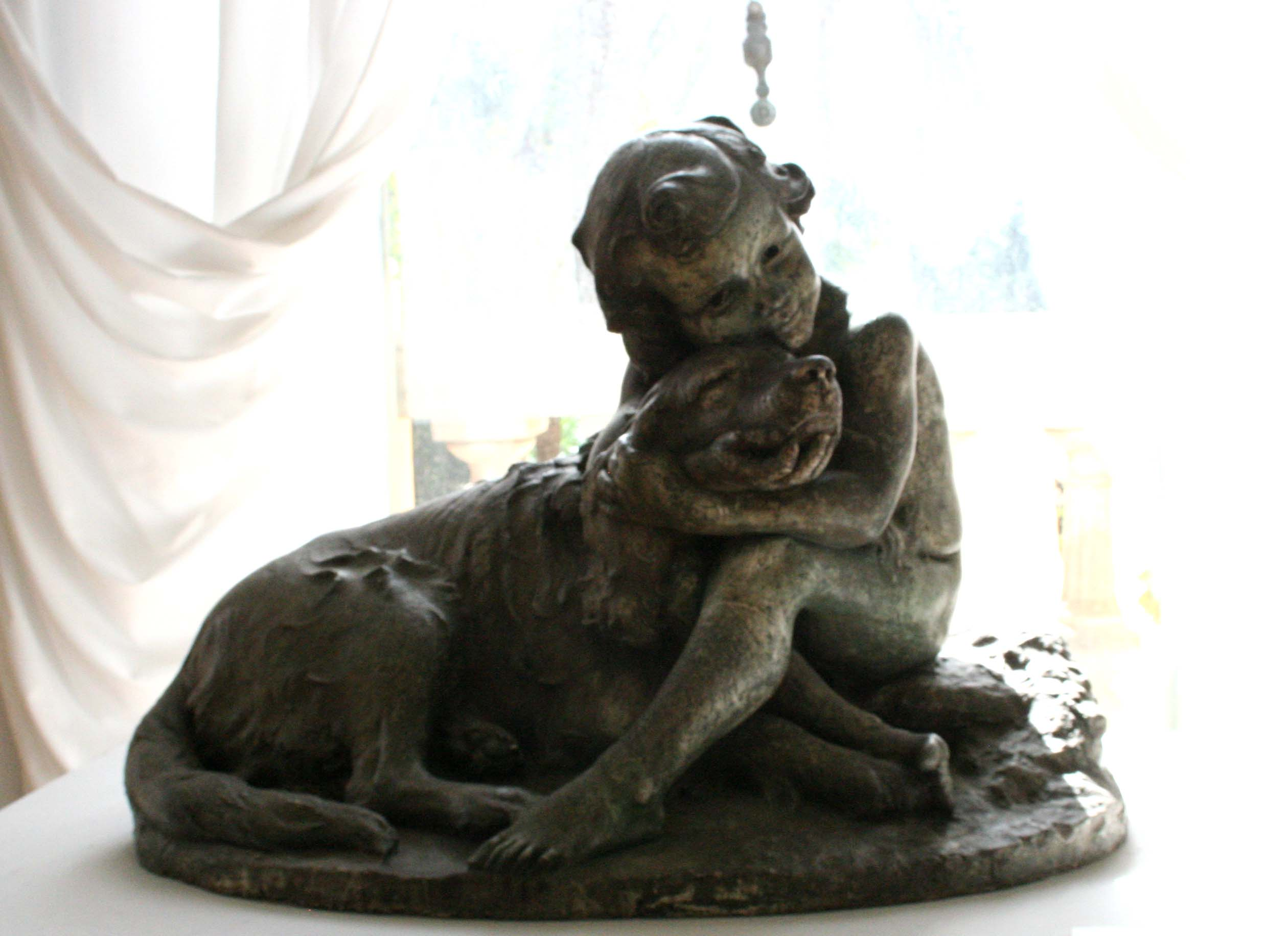
Les deux Amis, musée des beaux-arts de Nice.
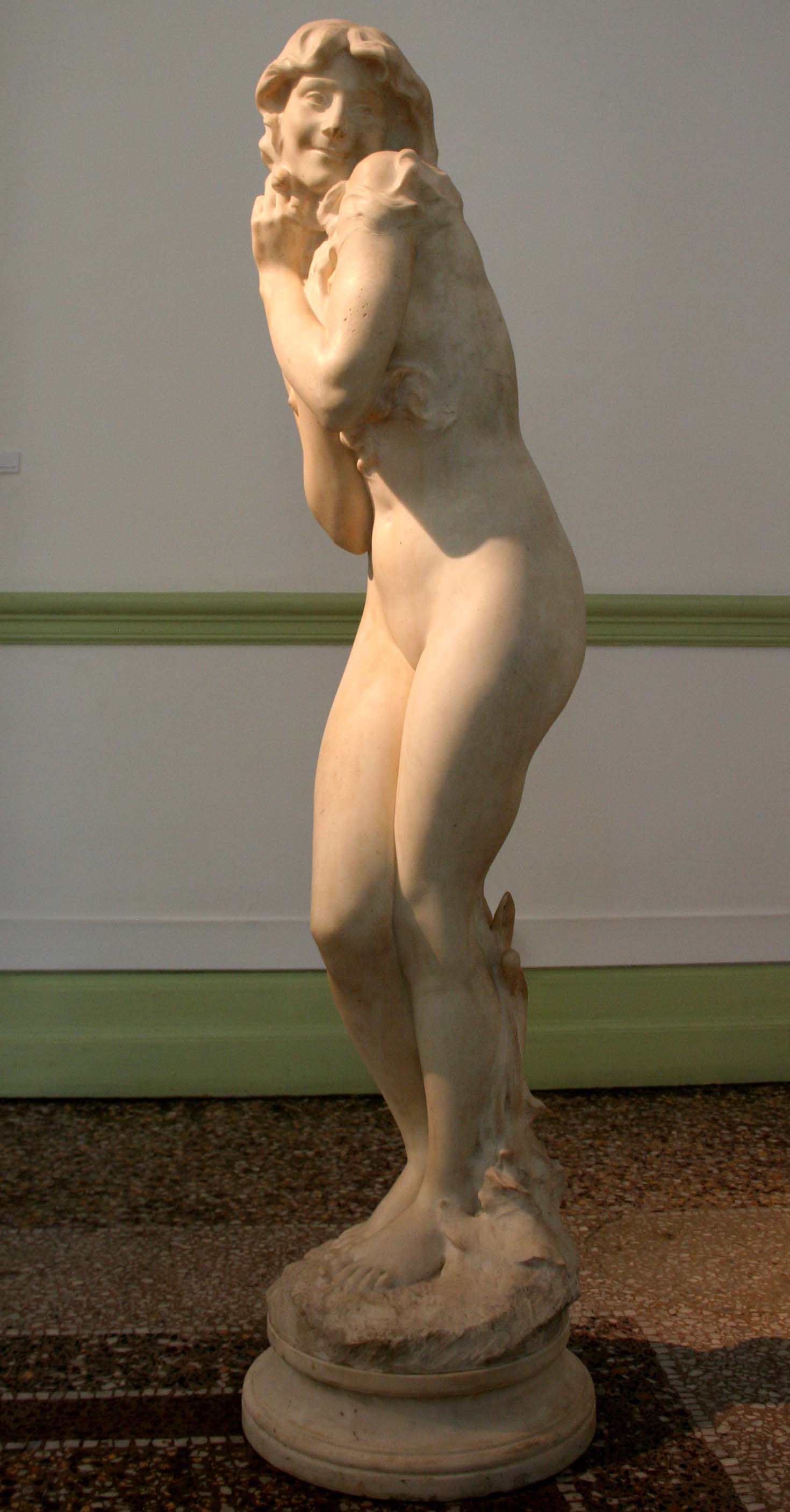
La Surprise, musée des beaux-arts de Nice.
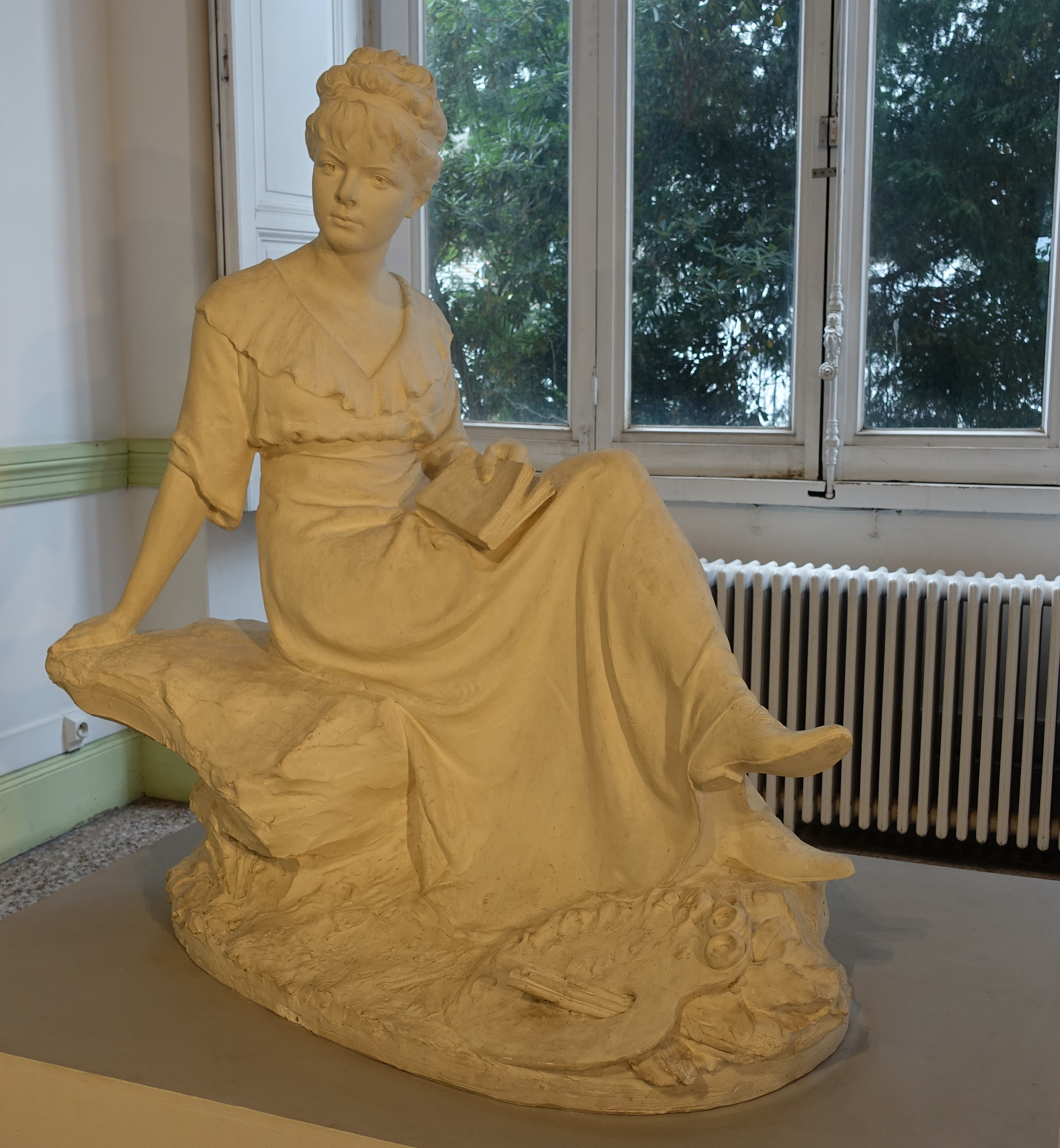
Marie Bashkirtseff, musée des beaux-arts de Nice.

## Hommage
- Une rue de Nice porte son nom.
- L'Association des amis de Michel de Tarnowsky, sculpteur, perpétue sa mémoire.